# Vizierstraat

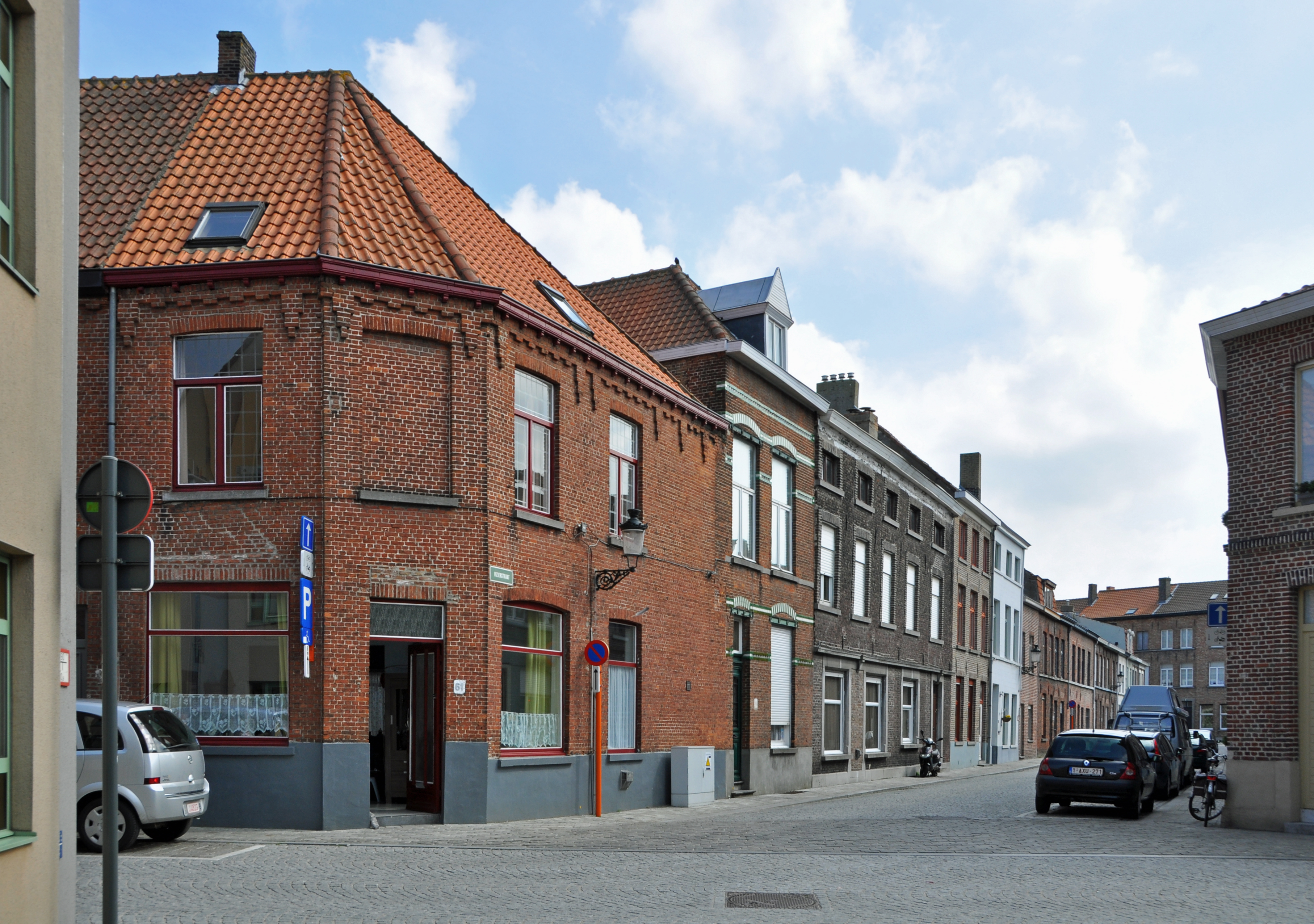
De Vizierstraat bij het kruispunt met de Gapaardstraat, in oostelijke richting gezien

De Vizierstraat is een straat in Brugge.

## Beschrijving
Dit is nog een straat met moeilijk te verklaren naam. Ze komt als volgt voor:
- 14de-15de eeuw: 't Vuul Reykin;
- 1523: op den houck van der strate ten vulen Reykin. Dit verwees naar een onbevaarbare waterloop die aldaar liep.

In de 16de eeuw werd het:
- 1528: Visierstrate;
- 1534: 't Fillierstraetkin;
- 1542: Visierstrate;
- 1545: Visierstrate;
- 1559: Philierstrate.

Karel Verschelde dacht dat de naam ontleend was aan een uithangbord voor een huis of herberg 'het Vizierken'. Adolf Duclos was het daarmee niet eens en zocht het antwoord bij een familie Visieres, die al in 1288 een huis in Brugge bezat. Er was ook een Visieresmolen in Brugge en de Greinschuurstraat heette eerst Visierestraat, naar de waterput die er zich bevond en klaarblijkelijk voor of door een Visieres was gegraven.
Tot aan de tweede helft van de 20ste eeuw was de Vizierstraat een drukbewoonde straat door arbeiders met grote gezinnen. Het sociale leven had als middelpunt Café 't Pomptje, midden in de straat gelegen, waar in de 19de eeuw een waterpomp was geplaatst. Vechtpartijen waren niet zeldzaam. In juli werden de volksfeesten van het Madeleentje vooral in de bevlagde Vizierstraat gevierd.
De Vizierstraat loopt van de Schaarstraat naar de Violierstraat.